# Bahnstrecke Ágfalva–Brennbergbánya
| Die Wanderkarte (um 1920) zeigt die Normalspurbahn Ágfalva–Brennbergbánya |                            |                                                         |                                                         |
| Streckenlänge: | 7,932 km                   |                                                         |                                                         |
| Spurweite: | 790 mm, seit 1895: 1435 mm |                                                         |                                                         |
| |                            |                                                         |                                                         |
| \| \| \| Bahnstrecke Wiener Neustadt–Sopron von Sopron \| \| \| \| \| \| \| \| \| 0,0 \| Ágfalva \| 256 m \| \| \| 0,6 \| Somfalvi utca \| Somfalvi utca \| \| \| \| \| \| \| \| \| Bahnstrecke Wiener Neustadt–Sopron nach Wiener Neustadt \| \| \| \| \| \| \| \| \| \| ehem. Tunnel und \| \| \| \| \| rechts alte Streckenführung (Rollbahn) \| \| \| \| \| \| \| \| \| ~4,3 \| Taleinschnitt des Rák-patak (Krebsenbach, 260 m) \| Taleinschnitt des Rák-patak (Krebsenbach, 260 m) \| \| \| \| \| \| \| \| ~7,60 \| Brennbergbánya \| 402 m \| \| \| 10 \| Helenenschacht (Seilbahn; bis 1930) \| 492 m \| |                            |                                                         |                                                         |
| |                            | Bahnstrecke Wiener Neustadt–Sopron von Sopron           |                                                         |
| |                            |                                                         |                                                         |
| Bahnhof · U-Bahn-Betriebs-/Güterbahnhof Streckenanfang | 0,0                        | Ágfalva                                                 | 256 m                                                   |
| Bahnübergang · U-Bahn-Bahnübergang | 0,6                        | Somfalvi utca                                           | Somfalvi utca                                           |
| |                            |                                                         |                                                         |
| Strecke nach rechts und von halblinks |                            | Bahnstrecke Wiener Neustadt–Sopron nach Wiener Neustadt | Bahnstrecke Wiener Neustadt–Sopron nach Wiener Neustadt |
| |                            |                                                         |                                                         |
| U-Bahn-Tunnel · U-Bahn-Strecke |                            | ehem. Tunnel und                                        | ehem. Tunnel und                                        |
| |                            | rechts alte Streckenführung (Rollbahn)                  |                                                         |
| |                            |                                                         |                                                         |
| U-Bahn-Brücke über Wasserlauf (Strecke außer Betrieb) | ~4,3                       | Taleinschnitt des Rák-patak (Krebsenbach, 260 m)        | Taleinschnitt des Rák-patak (Krebsenbach, 260 m)        |
| |                            |                                                         |                                                         |
| U-Bahn-Betriebs-/Güterbahnhof Streckenende (Strecke außer Betrieb) · U-Bahn-Betriebs-/Güterbahnhof Streckenanfang | ~7,60                      | Brennbergbánya                                          | 402 m                                                   |
| U-Bahn-Betriebs-/Güterbahnhof Streckenende | 10                         | Helenenschacht (Seilbahn; bis 1930)                     | 492 m                                                   |

Die Bahnstrecke Ágfalva–Brennbergbánya (Agendorf–Brennberg), manchmal auch Brennbergbahn oder Brennberger Kohlebahn, war eine ursprünglich schmalspurige und später normalspurige Montanbahn im äußersten Westen von Ungarn. Sie wurde für den Transport von Braunkohle aus dem sogenannten Brennberger Revier gebaut.

## Geschichte

### Vorgeschichte und Bau
Um 1750 war in den Wäldern um das Dorf Brennberg Kohle gefunden worden. Ab 1756 wurde die Lagerstätte durch die Stadt Ödenburg genutzt. Im Jahr 1787 erließ der Ödenburger Stadtrat einen Aufruf, wonach „jeder in Brennberg“ Kohle gewinnen dürfe, ohne Pacht entrichten zu müssen. Um einen Bergmann und zwei Investoren bildete sich eine regionale Abbaugesellschaft. Diese trat 1793 der „K. K. privilegierten Steinkohlen und Canal-Gesellschaft“ bei. Letztere verfolgte die Errichtung des Wiener Neustädter Kanals, erhielt den Brennberger Kohlebergbau als „ewige Pacht“ und plante, den Kanal bis Ödenburg weiter zu bauen.
Konzessionär des Bergbaus war ab 1840 der Wiener Ziegeleiunternehmer Heinrich Drasche (in einigen Quellen fälschlich auch Dräsche), der ab 1868 die Adelsbezeichnung Heinrich von Drasche-Wartinberg tragen durfte und Inhaber der Wienerberger Ziegelwerke war. Drasche modernisierte die Förderung und plante, den Brennberger Stefansschacht durch eine Schmalspurbahn mit der Station Agendorf an der Bahnstrecke Wiener Neustadt–Sopron der Südbahn-Gesellschaft zu verbinden.

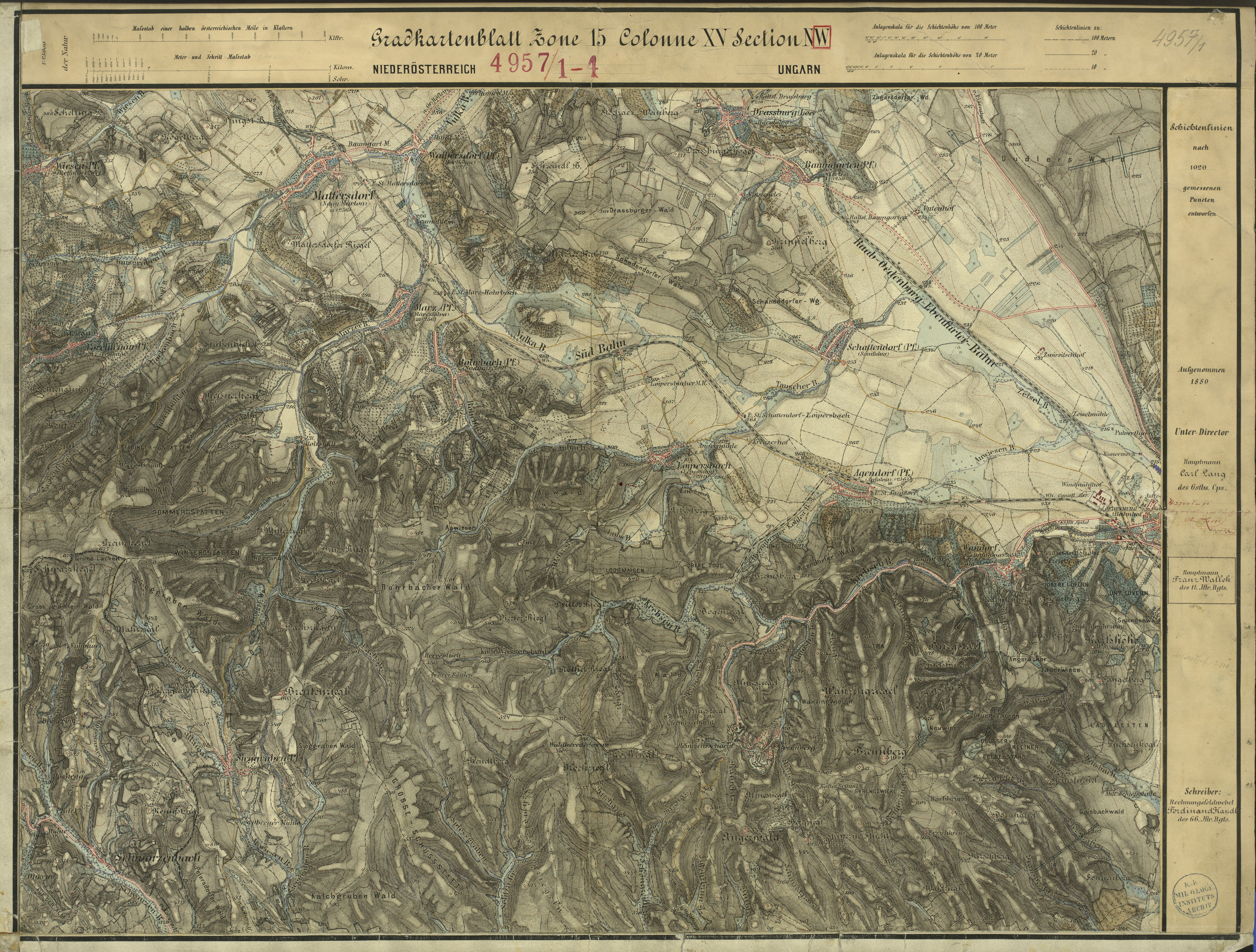
Am Aufnahmeblatt 4957-1 Mattersdorf, Agendorf, Sieggraben, Ödenburg (um 1880) ist die Schmalspurbahn Agendorf–Brennberg ersichtlich

Im August 1868 verlautbarte das Centralblatt für Eisenbahnen und Dampfschifffahrt in Oesterreich die königlich ungarische Konzession zum Bau und Betriebe einer Pferdebahn mit 790 mm Spurweite. Konzessionsinhaber war der Werksbesitzer Heinrich Drasche. Diese Spurweite war zwar weltweit sehr selten, wurde aber bei Werks- und Montanbahnen in Österreich-Ungarn vorzugsweise eingesetzt. Die Bahnstrecke „mit Länge 3600 Klafter“ (ca. 6,83 Kilometer) wurde am 21. November 1868 für den Betrieb bis in die Ortschaft Agendorf eröffnet. Die Weiterführung bis in den Bahnhof Agendorf konnte jedoch wegen liegenschaftsrechtlicher Diskussionen erst einige Monate später fertiggestellt werden. In Agendorf wurden die Kohlen mit der Südbahn bis zum Pöttschinger Ast des Wiener Neustädter Kanals (welcher ebenfalls von Drasche betrieben wurde) transportiert und dann mit Kanalschiffen weiter Richtung Wien transportiert.

### Betrieb
Die 7,6 Kilometer lange Schmalspurbahn wurde auch Bremsbahn genannt, da die Waggone in den ersten Betriebsjahren abwärts – Richtung Agendorf – nur durch Schwerkraft bewegt und händisch gebremst werden mussten. Aufwärts wurden Pferde für die Traktion verwendet. Bereits im ersten Betriebsjahr wurden bereits zwischen 70.000 und 80.000 Tonnen Kohle befördert.
Da der Transport mit Pferden jedoch nicht befriedigend verlief, wurde 1874 ein Bremsberg angelegt. Da jedoch auch dieser nicht befriedigte, wurde im Folgejahr begonnen, die Traktion in beiden Richtungen auf Dampflokomotiven umzustellen.
1879 war die Umstellung mit der Anschaffung einer zweiten Lokomotive abgeschlossen. Die Bahnstrecke diente auch zur Abfuhr der im Helenenschacht geförderten Kohle.

#### Umbau auf Normalspur
Mit der Zeit erwies sich die Schmalspurbahn als zu wenig leistungsfähig, das mehrmalige Umladen verteuerte zudem den Transport der Kohle. Dementsprechend wurde die Umstellung auf Normalspur mit direkter Anbindung an die Bahnstrecke Wiener Neustadt–Sopron im Bahnhof Agendorf geplant. Aufgrund der nun geringeren möglichen Höchstneigung musste die Normalspurtrasse weitgehend neu errichtet werden. Der Tunnel der Schmalspurbahn wurde aufgrund der zu geringen Überdeckung in einen Einschnitt umgewandelt.
Am 27. September 1892 berichtete die Oedenburger Zeitung, dass der Bau der normalspurigen Kohlenbahn „schon in den nächsten Tagen beginnen“ werde. Weiters wurde erwähnt, dass für die Beschleunigung der Liegenschaftsablösen für die erforderlichen Grundstücke das Expropriationsrecht angewandt werden würde. Die Betriebsführung wurde im Zuge der im Jahr 1893 erfolgten Inbetriebnahme der Normalspurstrecke an die Südbahngesellschaft übergeben.

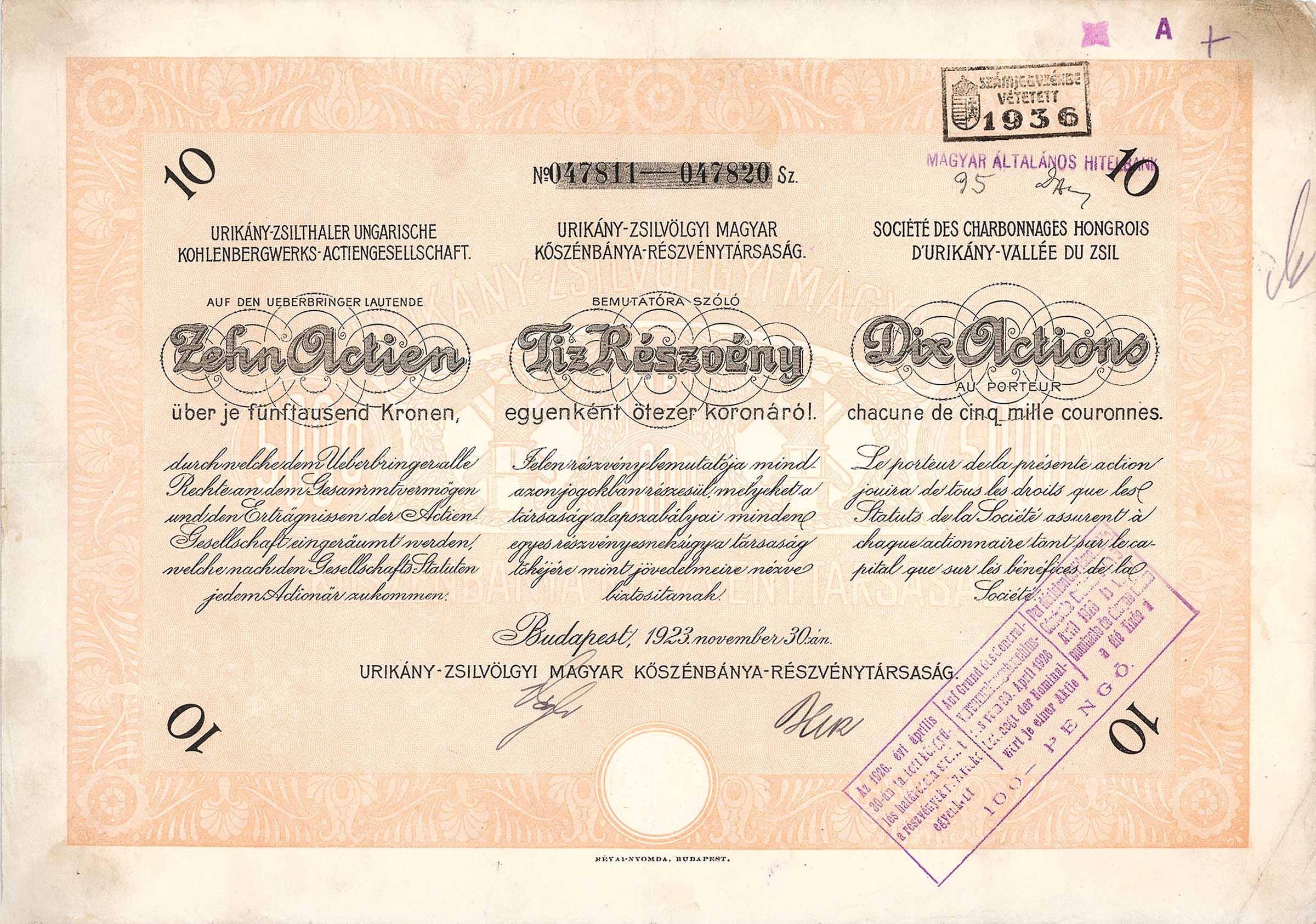
10 Aktien der Urikány-Zsilthaler Ungarische Kohlenbergwerks-AG über je 5.000 Kronen, ausgegeben 1923, gestempelt 1936

Seit 1913 besaß die Urikány-Zsilthaler / Ungarische Kohlenbergwerks-AG die Schürfrechte und übte sie bis zur Verstaatlichung 1946 aus. Die Betriebsführung der Bahn ging 1932 von der nun auch in Ungarn aufgelösten Donau-Save-Adria-Bahn (DSA) auf die Ungarische Staatsbahn (MÀV) über.
Nach dem Ende der Kohlenförderung im Jahr 1952 wurde der Betrieb des Bergwerks eingestellt, in Randbereichen des Flözes wurde noch bis 1955 weiter gefördert. Am 15. Juni 1952 ordnete die Eisenbahnabteilung des ungarischen Verkehrsministeriums den Streckenabbau an, der am 26. September begann. Die Ungarische Staatsbahnen legten erst am 12. Juli 1966 die Bahnstrecke auch juristisch still.

## Streckenführung und Technik
Die Bahnstrecke besaß eine Länge von 7930 Metern und wurde mit Schienen von 16 kg pro Laufmeter versehen. Sie verließ den Bahnhof Ágfalva in nordwestlicher Richtung und schwenkte nach Verlassen des Bahnhofs sofort nach Südwesten und führte relativ geradlinig zur Flanke des Hügels Obere Tödl (ung. Felsö Tödl, 402 m), an dessen Hang die Trasse nach dem Ausfahren einer Kehrschleife anstieg. Der Sattel zwischen dem Felsö Tödl / OberenTödl und dem Bögöly hegy (383 m) wurde mit einem Einschnitt (ehemaliger Tunnel der Schmalspurtrasse – der Bau der Schmalspurbahn hatte hier ursprünglich einen 120 Meter langen Tunnel im Bereich des späteren Einschnittes erfordert.) passiert und das Tal des Krebsenbaches (Rák pátak) erreicht. Dieses wurde durch einen 260 Meter langen Damm überspannt, der an der höchsten Stelle eine Höhe von 24 Metern über der Talsohle erreichte. Nach der Talquerung stieg die Strecke an der Lehne des Bogenriegl (ung. Görbehalom, 420 m) weiter an, passierte die gleichnamige Ortschaft oberhalb und schwenkte in das Tal des Brennbergbachs ein. Nachdem die Trasse dem Tal in Hanglage durch Einschnitte und über Dämme weiter gefolgt ist, wurde ungefähr in Kilometer 7,6 der dreigleisige Bahnhof Brennbergbánya in einer Seehöhe von 402 Metern erreicht. Hier zweigte eine 830 m lange Schleppbahn zum Sopronschacht ab.

## Unfälle
Im Oktober 1877 berichteten mehrere deutschsprachige österreichische Zeitungen – das Neuigkeits-Welt-Blatt, die Gemeinde-Zeitung und die Salzburger-Zeitung – über einen Unfall mit mehreren Schwerverletzten. Auch im Jahr 1893 wurde im Zusammenhang mit einem Unfall über die Bahn berichtet.

## Lokomotiven
Lokomotivlieferungen für die Schmalspurbahn sind von Krauss & Comp. in München und der Floridsdorfer Lokomotivfabrik dokumentiert.
| Hersteller     | Nummer oder Name                          | Bauart / Achsfolge | Fabriknummer | Baujahr |
| -------------- | ----------------------------------------- | ------------------ | ------------ | ------- |
| Krauss & Comp. | Drasche v. Wartinberg, Brennberg „1“      | Bn2t               | 552          | 1875    |
| Krauss & Comp. | Drasche v. Wartinberg                     | Bn2t               | 750          | 1879    |
| Floridsdorf    | Bergbaugesellschaft Brennberg „BRUNSBERG“ | Bt                 | 442          | 1883    |

Für die Normalspurstrecke wurde im Jahr 1893 die Gepäcklokomotive 24 der Südbahn-Serie SB 4 II (Floridsdorf 302/1880) – Achsfolge A1 n2t – der Raab-Oedenburg-Ebenfurther Eisenbahn (GySEV) angekauft. Später kamen u. a. Lokomotiven der Südbahn-Baureihe 32d zum Einsatz.

## Galerie

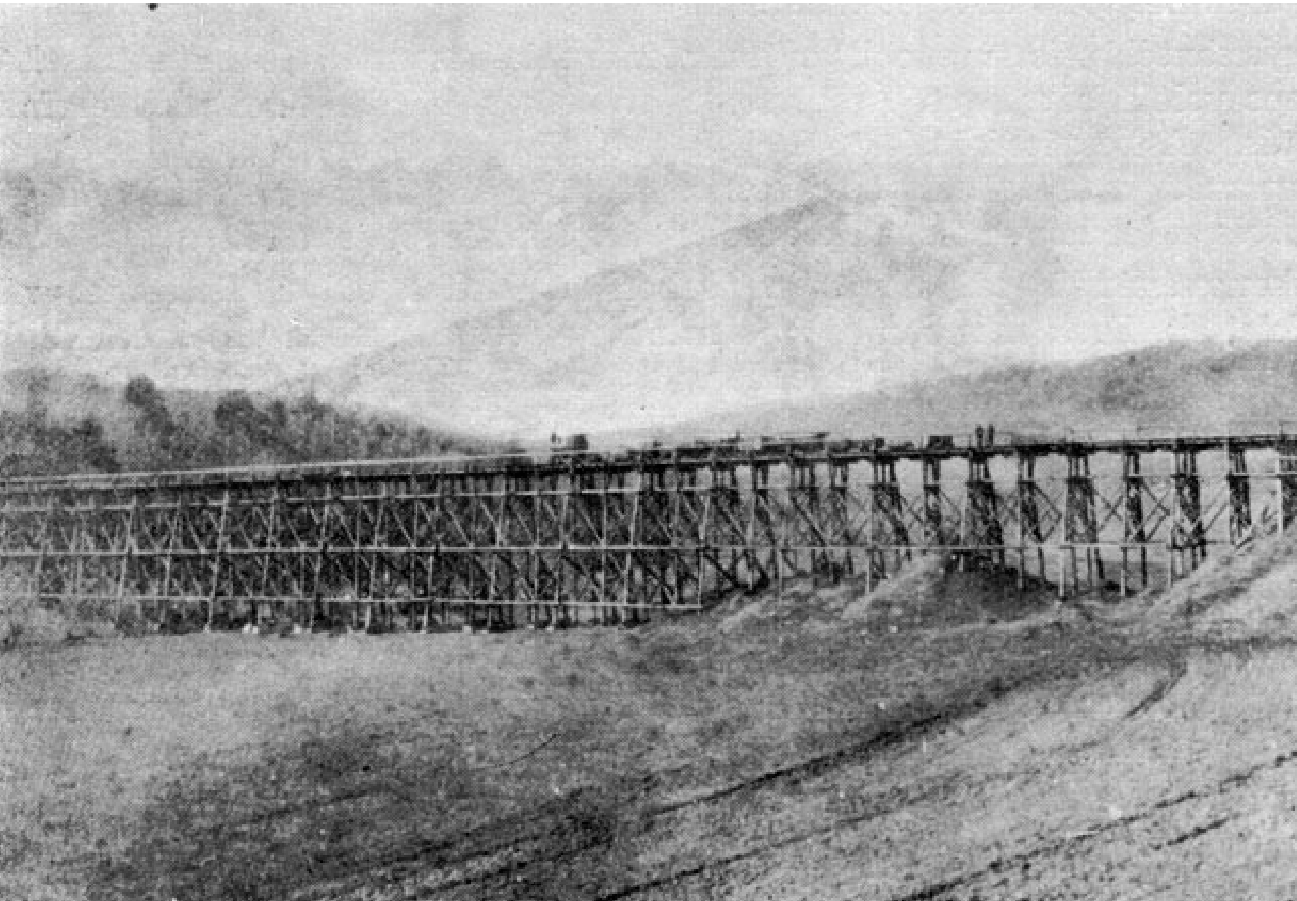
Errichtung der Talquerung bei Ágfalva
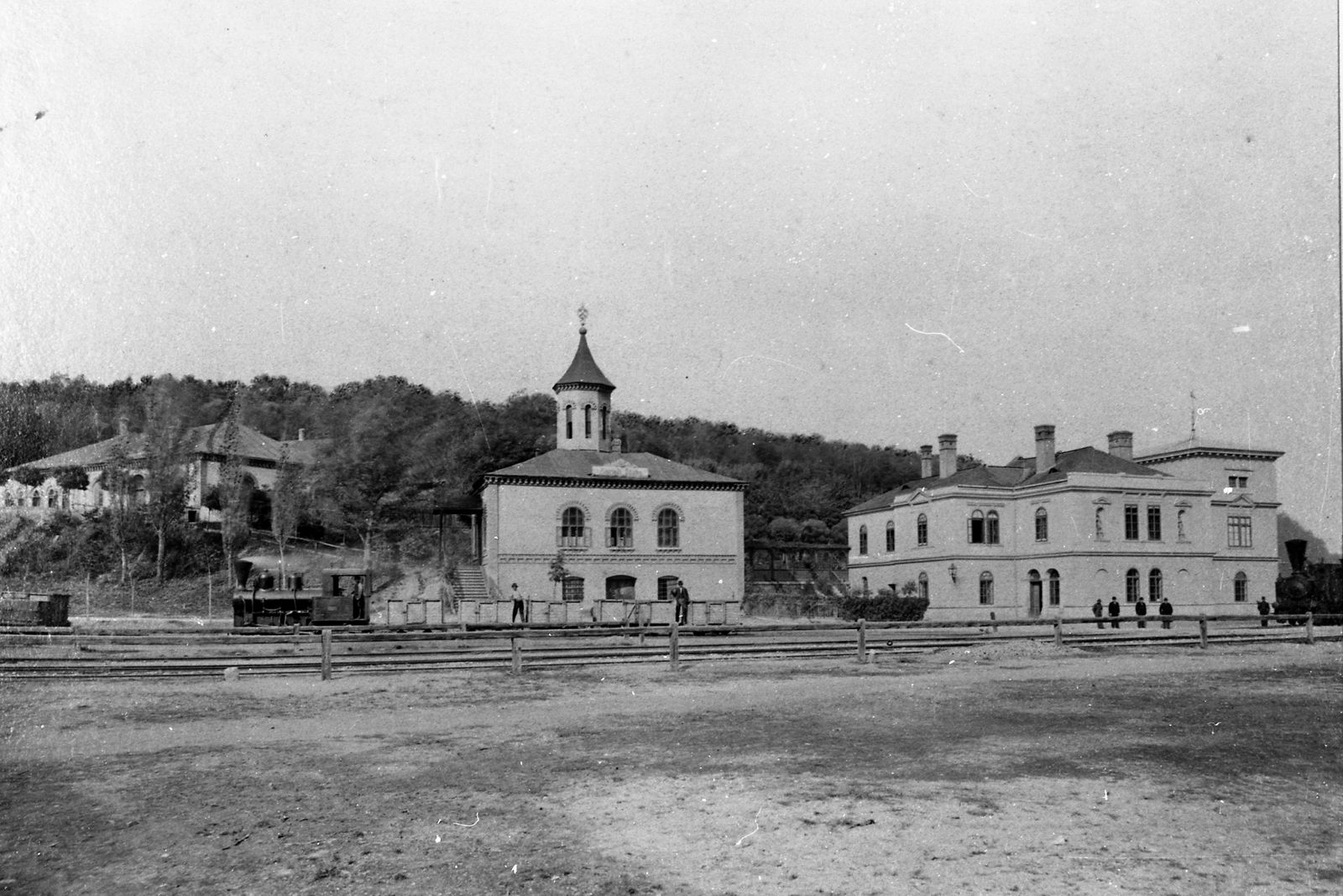
Links eine Lokomotive der Schmalspurbahn in Brennbergbánya, rechts eine Normalspurlokomotive
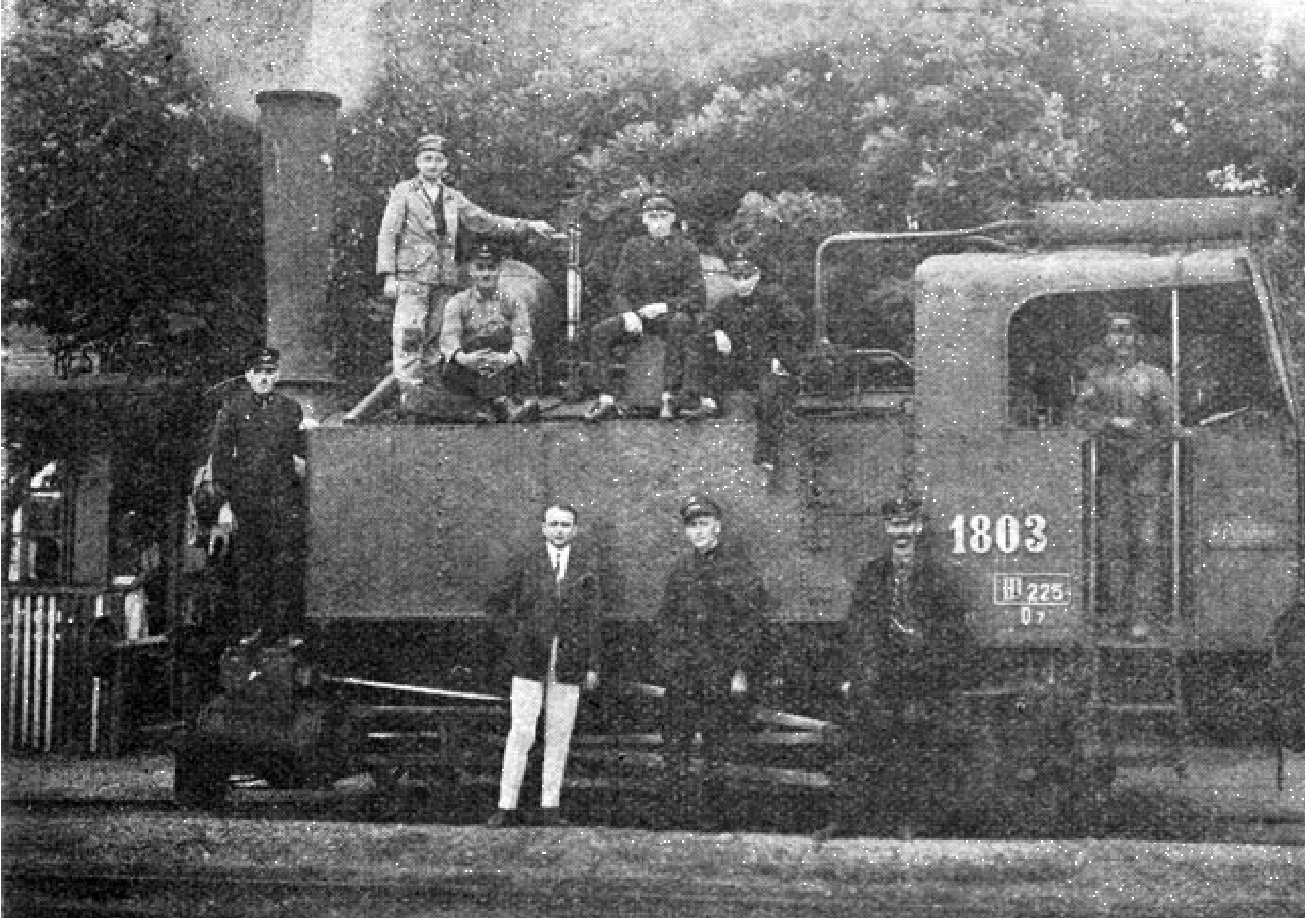
Lokomotive 1803 (Serie 32d) der Südbahn-Gesellschaft.
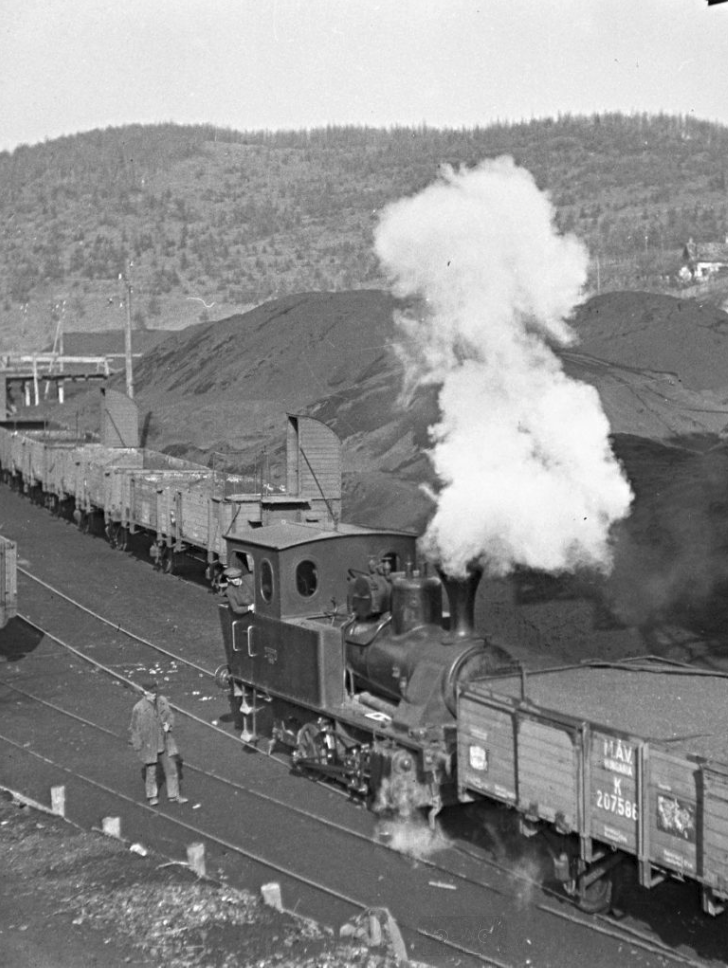
Verschub in Brennbergbánya mit einer O&K-Dampflokomotive
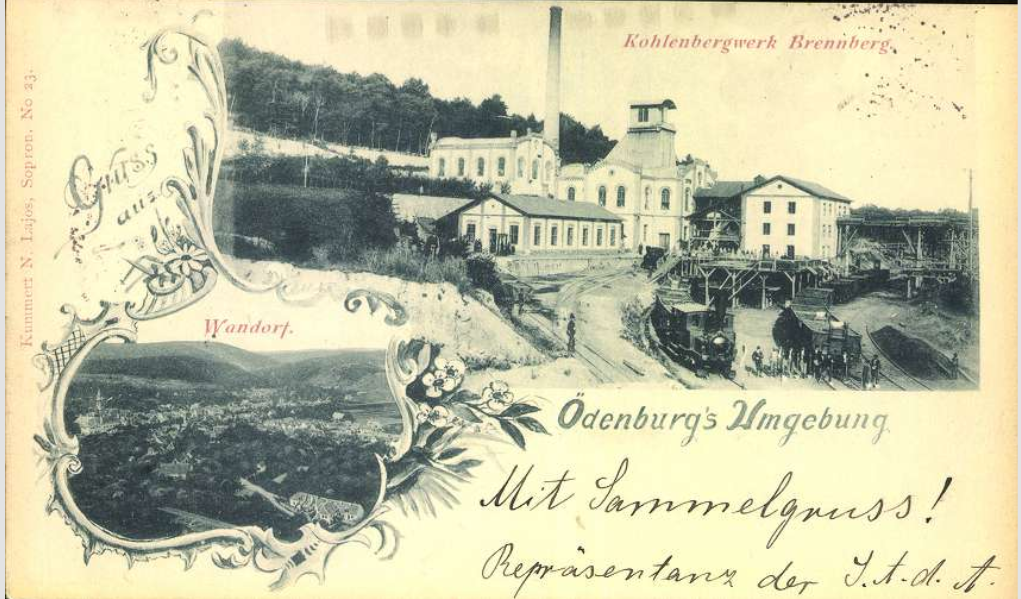
Bildpostkarte Kohlenbergwerk Brennberg mit der Gepäcklokomotive 24 der Südbahn-Serie SB 4 II

## Relikte
In Brennbergbánya befindet sich auf einem Teil der ehemaligen Bahntrasse ein Fahrweg mit dem Namen Vasút sor, diese Bezeichnung kann in etwa mit Bahnzeile übersetzt werden. Teilweise ist noch der Bahndamm im Gelände ersichtlich, auch sind noch Schüttungen für Brückenköpfe vorhanden. Von der Normalspurstrecke existieren zudem noch kleinere Durchlässe. Sowohl von der Schmalspurbahn, als auch von der Normalspurbahn sind einzelne Kilometersteine vor Ort vorhanden.